# Kultura qadańska
Kultura qadańska – nazwa niniejszej jednostki kulturowej związana jest z eponimicznym stanowiskiem Qada znajdującego się w rejonie II katarakty w Egipcie. Zespół zjawisk kulturowych utożsamianych z omawianą kulturą obejmował swym zasięgiem obszary doliny dolnego Nilu. Rozwój owej jednostki kulturowej wyznaczają daty od ok. 13 do ok. 12 tys. lat temu. Inwentarz kamienny w owej kulturze reprezentowany jest przez zbrojników w formie szerokich segmentów do których wytworzenia posługiwano się techniką lewaluaską. Gospodarka kultury qadańskiej  miała charakter mieszany gdyż poświadczone jest stosowanie przez ludność tej kultury łowiectwa, rybołówstwa i zbieractwa roślinnego na co wykazują znaleziska kamienni żarnowych.